# Scilab
Scilab is een wiskundig open source-computerprogramma, dat beschikbaar was en nog steeds is onder CeCILL-licentie v2.1, maar sinds versie 6.0.0 is vrijgegeven onder de GPLv2.0.  Het programma is in 1990 gemaakt door onderzoekers van het Institut national de recherche en informatique et en automatique (INRIA) en het École nationale des ponts et chaussées (ENPC) en mei 2003 is het Consortium Scilab bij de ontwikkeling betrokken.
Sinds juli 2012 wordt Scilab ontwikkeld en gepubliceerd door Scilab Enterprises. Scilab vormt een opensource-alternatief voor MATLAB.